# Gloria Groove
Gloria Groove, nombre artístico de Daniel Garcia Felicione Napoleão (São Paulo, 18 de enero de 1995), es una cantante y bailarina drag queen brasileña.

## Carrera
Daniel es hijo de Gina Garcia, corista del grupo de pagode Raça Negra. A los 6 años, comienza su carrera como actor en comerciales y a los 7 empieza a cantar en el grupo Galera do Balão, sucesor del Balão Mágico. En 2005 se inicia como actor de doblaje, poniendo voz en series como Hannah Montana, Digimon Xros Wars, Doki, Power Rangers Megaforce, y la franquicia de películas Descendants. En 2014, inspirado por el talent show RuPaul's Drag Race, decide adoptar la imagen de drag queen y toma el nombre de Gloria Groove.

### 2016-2018: Regreso a la música
En 2016, vuelve a la escena musical, como Gloria Groove, y lanza la canción Dona, parte de una serie de conciertos llamada "Dona Tour". En el año siguiente, lanza su primer álbum, O proceder, acompañado también de una serie de conciertos, O proceder tour. El fin del año participa de la canción Necromancia de Linn da Quebrada y lanza Liga o mic, con participación de Guigo y Murilo.
En 2018, lanza el clip Bumbum de Ouro, y la canción Arrasta, con la colaboración del cantante Leo Santana.

### 2019: Regreso al doblaje
En 2019, vuelve a los estudios de doblaje como la voz brasileña de Aladdin en la película epónima.

### 2020 - 2023
El 31 de diciembre de 2023, Gloria participó en la fiesta de fin de año en la playa de Copacabana de Río de Janeiro. Entre los artistas que también se presentaron ese día estaban Ludmilla, Luísa Sonza, Jorge Aragão y Teresa Cristina.

## Discografía

### Álbumes

#### Álbumes de estudio
- O Proceder (2017)
- Lady Leste (2022)
- Futuro Fluxo (2023)

#### Álbumes en vivo
- Lady Leste (Ao Vivo) (2023)
- Serenata da GG (Ao Vivo) (2025)

## Premios y nominaciones
| Año  | Premio                                 | Categoría         | Nominados     | Resultado | Referencia |
| ---- | -------------------------------------- | ----------------- | ------------- | --------- | ---------- |
| 2024 | Nickelodeon Kids' Choice Awards México | Artista Brasileño | Gloria Groove | Nominada  | [ 12 ]     |